# Зал славы премии «Грэмми»
Зал славы «Грэмми» (англ. Grammy Hall of Fame Award) — специальная премия «Грэмми», основанная в 1973 году с целью чествовать музыкальные записи старше 25 лет, имеющие «качественное или историческое значение». Награда присуждается записям (синглам и альбомам) всех жанров, включая классическую музыку, рок, кантри, хип-хоп, R&B, оперу, театр и кино с начала XX века. К 2012 году премия была присуждена 906-ти из, вероятно, сотен тысяч записанных с 1900 года синглов и альбомов.
Честь выбрать победителей возложена на специальный комитет, включающий выдающихся и хорошо информированных профессионалов из всех сфер искусства звукозаписи.

## Победители
Полный алфавитный список в английском языковом разделе Википедии:
- List of Grammy Hall of Fame Award recipients A–D
- List of Grammy Hall of Fame Award recipients E–I
- List of Grammy Hall of Fame Award recipients J–P
- List of Grammy Hall of Fame Award recipients Q–Z